# I Love Lisa
«I Love Lisa» (с англ. — «Я люблю Лизу») — пятнадцатый эпизод четвёртого сезона «Симпсонов». Премьерный показ 11 февраля 1993 года.

## Сюжет
На день Святого Валентина ученики в классе Лизы строят бумажные почтовые ящики для валентинок, которые собираются получить друг от друга. Не получивший ни одной открытки Ральф начинает плакать, и, пожалев своего одноклассника, Лиза дарит ему открытку. Настроение мальчика улучшается, он начинает оказывать ей знаки внимания и провожает домой из школы. Всё это заставляет её нервничать и она не знает, как сказать ему, что не заинтересована в нём.
На следующий день по предложению Мардж Лиза говорит Ральфу, что не готова к романтическим отношениям. Мальчик обращается за советом к своему отцу Шефу Виггаму, который советует ему быть настойчивым. Вскоре Ральф использует свой статус сына главы полиции Спрингфилда и получает билеты на предстоящее 29-е юбилейное шоу Клоуна Красти, а также главную роль Джорджа Вашингтона в театральном спектакле «День президента» (англ. President’s Day). Самой Лизе выпала роль Марты Вашингтон, что ещё больше её раздражает.
Гомер убеждает свою дочку, что на шоу Красти ничего не может пойти не так, после чего она соглашается пойти туда. В прямом эфире клоун начинает брать интервью у своих гостей, и Ральф заявляет: Лиза — любовь всей его жизни, и в будущем он намерен жениться на ней. Разозлившись, Лиза заявляет, что он ей никогда не нравился, а валентинку подарила ему потому, что никто другой этого не сделал бы. Дома Барт показывает сестре видеозапись произошедшего, и она чувствует себя виноватой и сожалеет в унижении и оскорблении Ральфа.
Вечером перед постановкой Лиза пытается извиниться перед одноклассником, но он игнорирует её извинения и сжигает валентинку в огне камина, решив сосредоточиться на своей роли. Эффектное и красноречивое выступление Ральфа очаровывает публику. После спектакля Лиза подходит к качающемуся на качелях мальчику, приносит ему свои извинения и дарит дарит новую карточку с изображением пчелы и подписью Давай будем дружжжить (англ. Let’s 'Bee' Friends). Ральф смеётся над игрой слов и с радостью принимает её предложение, к радости наблюдающего за всем этим из полицейской машины Шефа Виггама.

## Создание
Эпизод стал первым из трёх для сценариста Фрэнка Мулы в рамках его работы в Симпсонах, который ранее работал с главным продюсером мультсериала Сэмом Саймоном над другим шоу Gracie Films. Это была первая серия четвёртого сезона, режиссёром которой был Уэс Арчер. Джефф Мартин и Мула написали музыку для театрализованного представления в честь Дня президента. Майкл Кэррингтон играет приглашенную звезду в эпизоде в роли Сайдшоу Рахима — одного из актёров шоу Красти в 70-х годах.
Сюжет «I Love Lisa» возник на основе личной истории Эла Джина; когда Джин учился в третьем классе, он получил валентинку от девочки с надписью Я в-в-выбирsаю тебя (англ. «I Choo-Choo-Choose You»). Годы спустя он задумался, действительно ли он понравился девушке. Он рассказал об этом коллеге по сценарной работе Майку Рейссу, и они решили, что эта история может быть идеей для эпизода, в котором Лиза могла бы подарить такую валентинку Ральфу Виггаму, который затем зашел бы слишком далеко в своих чувствах. В то время ещё не было установлено, что Ральф и Шеф Виггам связаны родством. Джин подумал, что было бы забавно, если бы Ральф был сыном Виггама, учитывая, что оба персонажа «толстые и тупые». Несмотря на это, фамилия Ральфа уже была раскрыта в эпизоде "Лагерь Красти".
Техника, которую сотрудники использовали для придумывания историй и идей, заключалась в том, чтобы подумать «Какой праздник мы не проводили в Симпсонах или не проводили в последнее время??». Поскольку они уже сняли несколько серий на Хэллоуин и Рождество, персоналу понравилась идея сделать серию ко Дню святого Валентина.

## Культурные отсылки
Название серии является отсылкой к американскому телевизионному ситкому Я люблю Люси. В эпизоде присутствуют песни «Monster Mash» Бобби Пикэтта) и «Break on Through (To the Other Side)» группы The Doors). Нед Фландерс поёт своей жене Мод песню Рода Стюарта «Do Ya Think I'm Sexy?». В серии мультсериала Щекотка и Царапка можно услышать оркестрированное исполнение песни Тони Беннетта «Stranger in Paradise». Совесть Гомера, подсказывающая ему, что воровать нехорошо, говорит голосом вымышленного персонажа Друпи. Флешбэки директора Скиннера о вьётнамской войне основаны на фильме Апокалипсис сегодня, в ходе сцены на заднем плане видны персонажи Лоуренса Фишберна и Фредерика Форреста. Спектакль «День Президента» открывается «трибьютом к нашим менее известным президентам», к которым отнесены Джон Тайлер, Закари Тейлор, Миллард Филлмор, Ратерфорд Хейс и Уильям Гаррисон (в отношении последнего упомянуто, что он умер через 30 дней после инаугурации). Во время этой сцены играющие этих политиков дети поют «Вы не найдёте наше лицо на долларах или центах!» и «Мы адекватные, забытые, а иногда и достойные сожаления временные президенты США!», что является отсылкой к общей безвестности и неэффективности американских президентов в XIX веке. В ходе постановки убийства Авраама Линкольна играющий Джона Уилкса Бута Барт Симпсон говорит «Hasta la vista, Abie», что является отсылкой к фильму Терминатор 2: Судный день. Сцена, где Шеф Виггам садится сзади к клоуну Красти в секс-кинотеатре, а тот начинает думать о своём арестt — отсылка к аресту Пола Рубенса за мастурбацию в аналогичном заведении в городе Сарасота, привёдшем к расторжению с ним телеконтрактов и временному прекращению карьеры. Расположение рук Красти на лице во время просмотра фильма отдает дань уважения аналогичной сцене в фильме «Таксист». В конце серии Шеф Виггам слушает в своей машине песню Бобби Пикэтта "Monster Mash" 1962 года.

## Приём
Премьерный показ «I Love Lisa» на неделе с 6 по 12 февраля 1993 года занял 18-е место в еженедельных рейтингах, его рейтинг составил 14,9. Серия стала самым высокорейтинговым шоу Fox на той неделе.
С момента выхода в эфир он получил множество положительных отзывов от фанатов и телевизионных критиков. Далтон Росс из Entertainment Weekly сказал, что этот эпизод был одновременно трогательным и юмористическим. Он добавил, что в сцене, где Барт прокручивает видеозапись в замедленном темпе, чтобы показать Лизе, как «на самом деле можно определить момент, когда сердце [Ральфа Виггама] разрывается пополам», зрители на самом деле не знают «теряете ли вы слезы от смеха, сочувствия или того и другого — вы просто знаете, что это чертовски хорошо, как ни нарежь».
Автор The Arizona Republic Билл Гудикунц назвал этот эпизод одним из пяти своих любимых и выделил реплику Ральфа «и мой врач сказал, что у меня не будет так много кровотечений из носа, если я буду держать палец подальше от неё» как одну из лучших реплик в истории шоу.
В обзоре четвёртого сезона Симпсонов Линдси Шинода из Video Store выделила «Brother from the Same Planet» и «I Love Lisa» среди своих «личных фаворитов» этого сезона.
Авторы книги Я не могу поверить, что это большее и лучше обновленное неофициальное руководство по Симпсонам (англ. I Can’t Believe It’s a Bigger and Better Updated Unofficial Simpsons Guide) Уоррен Мартин и Адриан Вуд назвали своими любимыми сценами из этого эпизода воспоминания директора Скиннера о Дне святого Валентина во Вьетнаме, сцена преследования Шефом Виггамом укравшей его значок утки и сцена убийства Линкольна на школьном спектакле. Они добавили, что эти сцены были «просто вишенкой на торте основного сюжета»
В 2003 году Entertainment Weekly поместил серию на двенадцатое место в своём списке лучших 25 серий Симпсонов, в 2008 году она заняла второе место в списке «25 New Classic Holiday TV Episodes» list. In 2019, Consequence ranked it number eight on its list of top 30 Simpsons episodes.

### Противоречия
Когда директор Скиннер в ответ на созданные Бартом Симпсоном конфетные сердечки с оскорблениями рассказывает по школьному радио детям о том, что День святого Валентина не шутка, у него случается вьетнамский флэшбек. В нём он в 1969 году где-то у Дананг а находится на катере PBR, на бочке из-под масла рядом с ним манильский конверт и фотография полковника Курца. Скиннер видит держащего валентинку своего сослуживца Джонни, и спрашивает его: «Отправляешь цыпочке валентинку?», на что Джонни отвечает «Да», прямо перед тем, как его застрелят. Вернувшись в настоящее время, Скиннер неоднократно с болью выкрикивает имя Джонни, на что озадаченный Барт заявляет: «Круто! Я сломал ему мозг». После того, как серия вышла в эфир, ветеран Вьетнама отправил в шоу письмо, в котором говорилось: «Я смотрел серию вашего мультфильма, посвященную Дню святого Валентина, и увидел ужасающие воспоминания о Вьетнаме. Вы действительно думаете, что это было смешно, этот ужасный опыт» Персонал проигнорировал письмо, как указывал Арчер, сцена была «очевидной» отсылкой к фильму Апокалипсис сегодня даже с персонажами, которые напоминали Шефа (Фредерик Форрест) и мистера Чистота (Лоуренс Фишберн). Напротив, Марк Гроунинг — брат Мэтта Гроунинга и сам ветеран Вьетнама «полюбил» как сцену, так и всю серию.